# 坂東家橘 (初代)

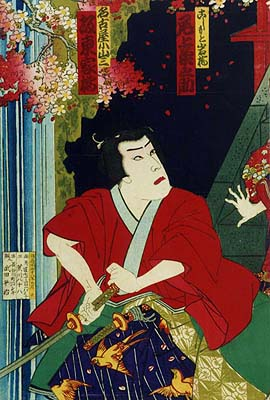
初代坂東家橘の名古屋小山三。明治18年（1883年）10月、東京千歳座の『酔菩提新酒又六』より。豊原国周画。

初代 坂東家橘（しょだい ばんどう かきつ、弘化4年12月18日〈1848年1月23日〉 - 明治26年〈1893年〉3月18日）とは、幕末から明治にかけての歌舞伎役者。市村座座元の十四代目市村羽左衛門としても知られる。屋号は橘屋・音羽屋、俳名家橘。定紋は家橘の時には根割り橘、羽左衛門の時には根上がり橘。替紋は渦巻。

## 来歴
十二代目羽左衛門の三男で十三代目羽左衛門（後の五代目尾上菊五郎）の弟。嘉永4年（1852年）に三代目市村竹松と名乗って初舞台を踏む（番付には嘉永元年〈1848年〉11月から若太夫として名が出る）。明治元年（1868年）8月、十四代目市村羽左衛門を襲名し座元となる。
しかし市村座にはこの時期にも大きな借金があり、自身も座元だけでなく五代目市村家橘として役者として出演していたが明治5年（1872年）1月、座元の地位を親戚の村山又三郎に譲ると同時に役者専業となり名跡も市村家橘となり、後に五代目坂東彦三郎の未亡人の養子となり初代坂東家橘と名乗った。その後は東京を離れて京都や名古屋などで旅回りをし、明治17年（1884年）東京に戻り、久松座等で活躍し次第に芸も評価され始め明治25年（1892年）には再興した市村座に出演もしたが、翌年腹膜炎にかかり死去した。
当り役は『仮名手本忠臣蔵』の勘平、『菅原伝授手習鑑』の桜丸など。役者としては坂東家橘時代に最も活躍し、晩年になるにつれて芸域も広がり、和事・実事双方に本領を発揮している。兄にあたる五代目菊五郎ほどの個性はなかったが品があったので「大納言」と称され、また口跡が鳩が鳴くようであったことから、鳩ポッポともいわれた。養子に三代目坂東竹松（のちの十五代目市村羽左衛門）がいる。